# Fernando Bello
Fernando Bello (Pergamino, 29 novembre 1910 – Buenos Aires, 21 agosto 1974) è stato un calciatore argentino, di ruolo portiere.
Era soprannominato Il Tarzan di Pergamino.

## Carriera
Ricordato come il primo della grande scuola di portieri dell'Independiente di Avellaneda. Ha giocato 300 partite con questa maglia vincendo 2 titoli nazionali e 4 coppe. Ha giocato 12 partite in nazionale, spesso senza subire gol, vincendo 2 volte la Coppa America.

## Palmarès

### Club

#### Competizioni nazionali
- Campionato argentino: 2

Independiente: 1938, 1939

### Nazionale
- Coppa America: 2

1937, 1945